# Apsorber neutrona
U primenama kao što su nuklearni reaktori, neutronski otrov (koji se naziva i apsorber neutrona ili nuklearni otrov) je supstanca sa velikim poprečnim presekom apsorpcije neutrona. U takvim primenama, apsorbovanje neutrona je obično nepoželjan efekat. Međutim, materijali koji apsorbuju neutrone, koji se nazivaju i otrovi, namerno se ubacuju u neke vrste reaktora kako bi se smanjila visoka reaktivnost njihovog početnog opterećenja svežeg goriva. Neki od ovih otrova se iscrpljuju dok apsorbuju neutrone tokom rada reaktora, dok drugi ostaju relativno konstantni.
Hvatanje neutrona produktima fisije sa kratkim poluraspadom poznato je kao trovanje reaktora. Hvatanje neutrona dugotrajnim ili stabilnim produktima fisije naziva se šljaka reaktora.

## Literatura
- DOE Fundamentals Handbook: Nuclear Physics and Reactor Theory, Vol. 2 (PDF). U.S. Department of Energy. јануар 1993. Архивирано из оригинала (PDF) 2013-12-03. г. Приступљено 2012-09-23.